# 龜崙嶺鐵道橋遺構
25°00′57″N 121°23′33″E / 25.015839088321°N 121.392367844869°E
龜崙嶺鐵道橋遺構（分為第二尖山橋、大坑溪橋），是位於臺灣北部桃園市龜山區龍華段795地號、塔寮坑溪段大坑小段12-31地號，清代臺灣鐵路的橋樑，劉銘傳為了發展交通，連結臺北至新竹段，西元1891年（清光緒17年）動工，西元1893年（光緒19年）臺北新竹段鐵道通車前竣工，石造拱形道路橋面及結構於西元1907年（日明治40年）7月竣工。日治時期因鐵路改道，原有之鐵道橋改為公路橋（現今之萬壽路），該橋樑歷經多次改建。
道路位置位於省道台1甲線（即萬壽路）16.5K（第二尖山橋）及17.1K（大坑溪橋）